# Messier 97
Messier 97 (M97 ili NGC 3587) je planetarna maglica u zviježđu Veliki medvjed. Poznata je i pod nadimkom Maglica Sova (Owl Nebula) zbog dvije dvije šupljine koje sadrži i podsjećaju na oči sove. Maglicu je otkrio Pierre Méchain 16. veljače 1781. 

## Svojstva
M97 se nalazi na udaljenosti od 2600 svjetlosnih godina. Prividni promjer maglice je 3,3' što odgovara stvarnom promjeru od 2,5 svjetlosne godine. Strukturom maglica pripada među najkompleksnije planetarne maglice. Maglicu vjerojatno vidimo kao prsten materijala gledan s boka. Izdanci materijala na kraju prstena skoro se dotiču i tako stvaraju efekt očiju. Masa maglice je oko 0,15 Sunčeve mase. Središnja zvijezda ima prividni sjaj od magnitude + 16 i masu od 0,70 Sunčevih.
Kao i većina planetarnih maglica, i M97 sjaji većinu svjetla u samo jednoj spektralnoj liniji od 500.7 nm. Posljedica toga je da je njena prividna vizualna magnituda + 9.7, a fotografska (u plavom svijetlu) + 12.
Starost maglice je oko 6,000 godina.

## Amaterska promatranja
M97 je uz pomoć posebnih filtera lako vidjeti u 200 mm teleskopu. Bez filtera vidljiva je kao okrugla maglice bez ikakvih detalja. Filteri poput UHC-a pokazat će naznake šupljina u maglici, tj. "očiju" sove. Za jasnije raspoznavanje detalja potrebno je tamno nebo i teleskop od 250 mm.

## Vanjske poveznice
- Skica maglice M97
- (eng.) SEDS: NGC 3587
- (eng.) Revidirani Novi opći katalog
- (eng.) Izvangalaktička baza podataka NASA-e i IPAC-a
- (eng.) Astronomska baza podataka SIMBAD
- (eng.) VizieR